# Élisée Germain
Pour les articles homonymes, voir Germain.
Élisée Germain est un moine et prélat orthodoxe français. Il est notamment recteur de la paroisse de la Sainte-Trinité depuis 2014, et évêque auxiliaire de l'Archevêché des églises orthodoxes russes en Europe occidentale depuis 2020.

## Biographie
Fils du journaliste Jean-René Germain et de son épouse russe, frère de Marie-Sophie Germain, également journaliste et de Alexis Germain, officier de carrière, Nicolas Germain naît le 16 avril 1972 à Paris.
Proche de la communauté paroissiale de la cathédrale Saint-Alexandre-Nevsky, il sert comme acolyte lors des offices liturgiques et étudie à l'école paroissiale attenante. Il participe en 1991 à la fondation de la Fraternité Saint-Élie.
Ayant choisi la voie monastique, il prononce ses vœux en 1995 au monastère Saint-Silouane, prenant en 1998 le prénom d'« Élisée ».
Revenu à Paris en 2001, il travaille dans les services funeraires orthodoxes et dispense des cours de catéchisme rue Daru. Il s'attelle en parallèle à répertorier l'ensemble des défunts enterrés au cimetière russe de Sainte-Geneviève-des-Bois.
En 2005, il est ordonné diacre puis prêtre,et est affecté à la paroisse de la Sainte-Trinité, sise dans la crypte de la cathédrale Nevsky. En 2008, il est nommé recteur de la paroisse Saint-Séraphin-de-Sarov à Chelles, avant de revenir à la Crypte, toujours comme recteur, en 2014.
Nommé membre du tribunal ecclésiastique de l'Archevêché des églises orthodoxes russes en Europe occidentale, il en est cependant démis par Job Getcha en 2015. En 2018, lors du passage sous la juridiction moscovite, il suit le nouvel archevêque Jean Renneteau.
Fait archimandrite en 2020, il est désigné la même année en qualité d'évêque auxiliaire aux côtés de Syméon Cossec, sous l'autorité de l'archevêque Jean. Il est également fait évêque de Réoutov, il reçoit la consécration le 27 juin de cette même année en la cathédrale Saint-Alexandre-Nevsky. À ce titre, il appartient à l'Assemblée des évêques orthodoxes de France.